# Ацерония Пола
Ацерония Пола (на латински: Acerronia Polla) е римлянка от 1 век.
Произлиза от фамилията Ацеронии от Лукания. Дъщеря е на Гней Ацероний Прокул (консул 37 г.) и е приятелка на Агрипина Млада, съпругата на император Клавдий и майката на Нерон.